# Comuna Velîki Kanivți, Ciornobai
Velîki Kanivți (în ucraineană Великі Канівці) este o comună în raionul Ciornobai, regiunea Cerkasî, Ucraina, formată din satele Mali Kanivți și Velîki Kanivți (reședința).

## Demografie
Componența lingvistică a comunei Velîki Kanivți
     Ucraineană (98,31%)
     Rusă (1,6%)
     Alte limbi (0,05%)
Conform recensământului din 2001, majoritatea populației comunei Velîki Kanivți era vorbitoare de ucraineană (98,31%), existând în minoritate și vorbitori de rusă (1,6%).